# 파두츠 대성당

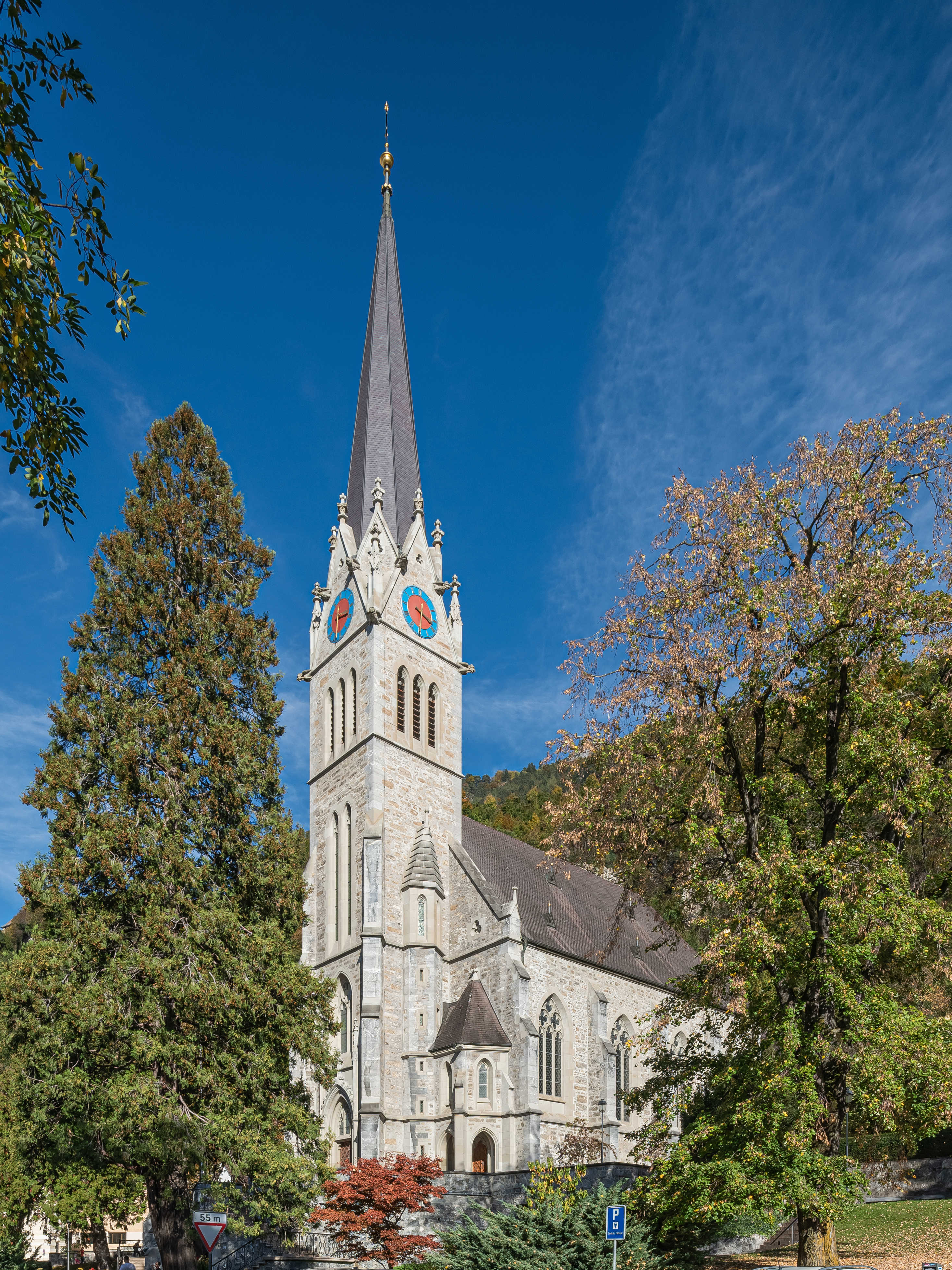
파두츠 대성당

파두츠 대성당(독일어: Kathedrale Vaduz) 또는 성 플로린 대성당(독일어: Kathedrale St. Florin, 독일어: St. Florinskirche in Vaduz)은 리히텐슈타인 파두츠에 있는 신고딕 양식의 교회로, 파두츠 대교구의 중심지이다. 원래는 본당 교회였지만, 1997년부터 대성당 지위를 유지했다.

## 역사
1874년 프리드리히 폰 슈미트가 중세 초기 기초 자리에 지었다. 수호성인은 핀시가우 계곡의 9세기 성인인 레무스의 플로리누스(플로린)이다.
파두츠 대교구는 1997년 12월 2일 교황 요한 바오로 2세에 의해 건립되었다. 그 전에는 스위스 쿠어 교구의 일부인 리히텐슈타인 대교구였다. 이 엄숙한 공개 의식은 1997년 12월 12일 파두츠의 본당 교회에서 열렸고, 당시 이 교회는 대성당으로 승격되었다.